# 小松左京賞
小松左京賞（こまつさきょうしょう）は、角川春樹事務所が主催していた公募新人文学賞である。SF小説を対象とし、受賞者には正賞として名入り金時計、副賞として100万円が与えられた。選考委員は小松左京が務めていた。
70年代半ばに角川書店でSF小説のブームを起こした実績を持つ角川春樹が、21世紀の新たなSFの登竜門を作ろうと小松を口説き、「自分の名前がついた賞が存命中に設立されるのは嫌だ」と反対する小松を、「横溝正史賞を作ってからも横溝さんは8年生きた」と嘘（横溝正史は賞が設立された年に逝去）をついて、半ば小松を騙す形で設立した。小松は賞休止後も存命し、2011年に死去している。
2009年5月、同年の第10回をもって休止となることが発表された。

## 受賞作一覧
| 回（年）         | 受賞者                                | タイトル                       | 刊行                                                |
| ---------------- | ------------------------------------- | ------------------------------ | --------------------------------------------------- |
| 第1回（2000年）  | 平谷美樹（ひらや よしき）             | エリ・エリ                     | ISBN 978-4894569119／ハルキ文庫 ISBN 978-4758431736 |
| 第1回（2000年）  | 【佳作】浦浜圭一郎                    | DOMESDAY（ドームズデイ）       | ハルキ・ノベルス ISBN 978-4894562721                |
| 第1回（2000年）  | 【努力賞】高橋桐矢（たかはし きりや） | ストレンジ・ランド             | 未刊                                                |
| 第2回（2001年）  | 町井登志夫                            | 今池電波聖ゴミマリア           | ISBN 978-4894569324                                 |
| 第3回（2002年）  | 機本伸司（きもと しんじ）             | 神様のパズル                   | ISBN 978-4758410038／ハルキ文庫 ISBN 978-4758432337 |
| 第4回（2003年）  | 上田早夕里                            | 火星ダーク・バラード           | ISBN 978-4758410212／ハルキ文庫 ISBN 978-4758433723 |
| 第5回（2004年）  | 有村とおる                            | 暗黒の城（ダーク・キャッスル） | ISBN 978-4758410441                                 |
| 第6回（2005年）  | 伊藤致雄（いとう むねお）             | 神の血脈                       | ISBN 978-4758410595                                 |
| 第7回（2006年）  | 受賞作なし                            | 受賞作なし                     | 受賞作なし                                          |
| 第8回（2007年）  | 上杉那郎（うえすぎ なろう）           | セカンドムーン                 | ISBN 978-4758411059                                 |
| 第9回（2008年）  | 森深紅（もり みくれ）                 | ラヴィン・ザ・キューブ         | ISBN 978-4758411301                                 |
| 第10回（2009年） | 受賞作なし                            | 受賞作なし                     | 受賞作なし                                          |

角川春樹事務所から刊行された最終候補作
- 第4回 響堂新「眠る大地」（『ダーウィンの時計』ハルキ・ノベルス、2004年6月、ISBN 978-4758420358）
- 第9回 松本晶「あるいは脳の内に棲む僕の彼女」（2010年6月、ISBN 978-4758411547）

角川春樹事務所以外から刊行された最終候補作
- 第1回 北野勇作「かめくん」（徳間書店 徳間デュアル文庫、2001年1月、ISBN 978-4199050305）
- 第7回 伊藤計劃「虐殺器官」（早川書房 ハヤカワSFシリーズ Jコレクション、2007年6月、ISBN 978-4152088314）
- 第7回 円城塔「Self‐Reference ENGINE」（早川書房 ハヤカワSFシリーズ Jコレクション、2007年5月、ISBN 978-4152088215）

## 受賞作と最終候補作一覧
第1回（2000年）
- 受賞作 - 平谷美樹 「エリ・エリ」
  - 最終候補作
    - 北野勇作「かめくん」
    - 浦浜圭一郎「DOMESDAY（ドームズデイ）」
    - 高橋桐矢「ストレンジ・ランド」

第2回（2001年）
- 受賞作 - 町井登志夫 「今池電波聖ゴミマリア」
  - 最終候補作
    - 鶴原顕央「ULO 未確認着地物体」
    - 和泉駿教「宇宙に棲むひと」
    - 高橋桐矢「タペストリー」

第3回（2002年）
- 受賞作 - 機本伸司 「神様のパズル」  
  - 最終候補作
    - 中原鹿三郎「ブラッディ・インセクツ」
    - 上田早夕里「ゼリーフィッシュ・ガーデン」

第4回（2003年）
- 受賞作 - 上田早夕里 「火星ダーク・バラード」 
  - 最終候補作
    - 石井貴久「妄想帝国」
    - 藤牧祐生「ウイルス」
    - 響堂新「眠る大地」

第5回（2004年）
- 受賞作 - 有村とおる 「暗黒の城（ダーク・キャッスル）」 
  - 最終候補作
    - 津良蒼司「青の時を越えて、」
    - 照下土竜「ミラの階梯」

第6回（2005年）
- 受賞作 - 伊藤致雄 「神の血脈」（「ルーツ」を改題） 
  - 最終候補作
    - 佳月柾也「糸巻き群想」
    - 左畑衛海「真夏の人喰い」

第7回（2006年）
- 受賞作なし
  - 最終候補作
    - 伊藤計劃「虐殺器官」
    - 円城塔「セルフリファレンス・エンジン」
    - 巴耳可里「キャスティング　トラップ」

第8回（2007年）
- 受賞作 - 上杉那郎 「セカンドムーン」（「月が見ている」を改題）
  - 最終候補作
    - 門田艦攻「一八複兵」
    - 壱石とりの「リキュール」

第9回（2008年）
- 受賞作 - 森深紅 「ラヴィン・ザ・キューブ」（林葉勇武「エスバレー・ポワンソン・プティタ」を改題）
  - 最終候補作
    - 水無瀬十七夜「あるいは脳の中に棲む僕の彼女」
    - 高橋桐矢「ドール」

第10回（2009年）
- 受賞作なし
  - 最終候補作
    - 一田和樹「キリストゲーム」
    - 尾野樹史「クルミとミルクの物語」
    - 松本晶「彼女の致死量」